# Carmine Falcone
Carmine Falcone er en skurke, der optræder i amerikanske tegneserier, der bliver udgivet af DC Comics, normalt som en af superhelten Batmans modstandere. Han er en magtfuld mafiaboss, og kender Wayne-familien. I nogle version bliver han fremstillet som Catwomans uægte far.
Carmine Falcone blev skabt af Frank Miller og David Mazzucchelli til en fire-delt historie kaldet Batman: Year One (1987). Han er baseret på Marlon Brandos portrættering af Don Vito Corleone fra filmen The Godfather (1972).
Han har oprtådt i en række andre medier uden for tegneserier, hvor han bl.a. blev spillet af Tom Wilkinson i filmen Batman Begins (2005) og af John Doman i tv-serien Gotham (2014–2017). I The Batman shared universe er Falcone blevet spillet af John Turturro i The Batman (2022) og Mark Strong i The Penguin (2024).